# Lady Gaga Fame
Lady Gaga Fame是由美国表演艺术家Lady Gaga的男女皆宜的香水。它在2012年8月22日发布于美国Macy's stores和英国众多商店，通过Gaga的Haus Laboratories（关联于Coty, Inc.）。根据宣传材料，该香水使用“推拉技术”，而不是传统的金字塔结构的香水，配料包括颠茄, 香, 蜂蜜, 番红花, 杏, 老虎兰花。其中颠茄有毒性。